# Meloria
43° 32′ 52″ N, 10° 13′ 07″ L

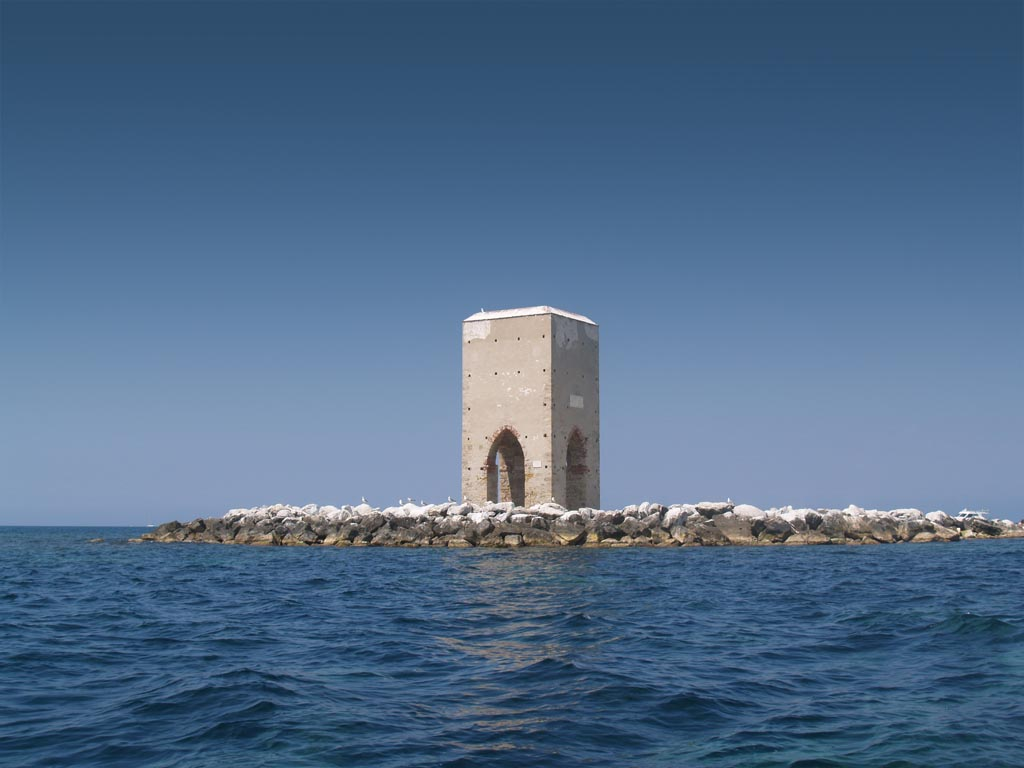
Ilhote de Meloria

Meloria é uma ilha rochosa, cercada por um banco, ao largo da costa da Toscana, no Mar da Ligúria, quase em frente a Livorno. Foi a cena de duas batalhas navais dos Idade Média.

## História
A primeira batalha de Meloria, em 03 de maio de 1241, foi travada entre a frota do imperador Frederico II, conhecido como Mundi Estupor, em aliança com Pisa, contra um esquadrão genovês e terminou com uma vitória imperial e de Pisa.
A segunda batalha, travada no domingo 06 de agosto de 1284, foi de maior importância histórica. Normalmente conhecido como "Batalha de Meloria". Foi uma típica batalha marítima medieval, e resultou na ruína de Pisa como um poder naval e econômico em favor de Génova.

## O farol
O primeiro farol foi erguido em Meloria pela República de Pisa em torno do século XII para indicar a presença de perigosos recifes na costa de Porto Pisano, ele também servia como uma fortaleza. O farol foi inicialmente confiado aos Beneditinos de Pisa e depois para o Agostinianos da antiga igreja de Santiago Maior em Acquaviva, em Livorno.
A torre, destruída pelos genoveses em 1286,  foi reconstruído em 1598 por ordem de Fernando I, Grão-Duque da Toscana, porém novamente foi demolida pelo mar.
O edifício atual data de 1709 e foi construído sob Cosimo III: é constituído por quatro pilares ligados por arcos sobre a qual assenta o corpo da própria torre, o que resulta em uma menor resistência às ondas.
A torre não possuía um sistema de sinalização para os marinheiros, em seguida, a partir de 15 de maio 1867, foi acompanhada por uma torre de metal de vinte metros de altura. Atualmente, os recifes são marcados por dois faróis.